# فارست مارس جونیور
فارست مارس جونیور (انگلیسی: Forrest Mars, Jr.؛ زادهٔ ۱۶ اوت ۱۹۳۱) کارآفرین، بازرگان و مدیر ارشد اجرایی آمریکایی است، که در حال حاضر، از مالکین و اعضای هیئت مدیره شرکت مارس اینکورپوریتد می‌باشد. وی فرزند فارست مارس و نوه فرانک سی. مارس، بنیان‌گذار شرکت مارس اینکورپوریتد است.